# Liste der Bodendenkmäler in Feucht
Auf dieser Seite sind die Bodendenkmäler in dem mittelfränkischen Markt Feucht zusammengestellt. Diese Tabelle ist eine Teilliste der Liste der Bodendenkmäler in Bayern. Grundlage ist die Bayerische Denkmalliste, die auf Basis des Bayerischen Denkmalschutzgesetzes vom 1. Oktober 1973 erstmals erstellt wurde und seither durch das Bayerische Landesamt für Denkmalpflege geführt wird. Die folgenden Angaben ersetzen nicht die rechtsverbindliche Auskunft der Denkmalschutzbehörde.

## Hinweise zu den Angaben in der Tabelle
- Spalte Name, Bezeichnung: Bezeichnung des denkmalgeschützten Objektes
- Spalte Ortsteil: Ortsteil, in dem sich das denkmalgeschützte Objekt befindet
- Spalte  Koordinaten: Geografischer Standort
- Spalte Denkmalnummer: Offizielle Denkmalnummer des Bayerischen Landesamts für Denkmalpflege
- Spalte Zeitstellung: Besondere Daten, so weit bekannt oder ableitbar, teilweise auch Datum der Ersterwähnung der Liegenschaft
- Spalte Denkmalumfang, Bemerkung: Nähere Erläuterungen über den Denkmalstatus, den Umfang der Liegenschaft und ihre Besonderheiten

Bis auf die Spalte Bild sind alle Spalten sortierbar.

## Liste der Bodendenkmäler
| Name, Bezeichnung | Ortsteil | Koordinaten                        | Denkmalnummer | Zeitstellung | Denkmalumfang, Bemerkung | Bild           |
| --- | -------- | ---------------------------------- | ------------- | ------------ | ------------------------ | -------------- |
| Wüstung des späten Mittelalters | Feucht   | 49° 21′ 57,19″ N, 11° 12′ 23,01″ O | D-5-6633-0074 |              |                          | weitere Bilder |
| Mittelalterliche und frühneuzeitliche Befunde im Bereich der evangelisch-lutherischen Pfarrkirche St. Jakob und ihrer Vorgängerbauten in Feucht, mit Friedhof | Feucht   | 49° 22′ 29,91″ N, 11° 12′ 49,46″ O | D-5-6633-0169 |              | Kirche St. Jakob         | weitere Bilder |
| Mittelalterliche Befunde im Bereich des frühneuzeitlichen Herrensitzes „Pfinzing-Schloss“                                                                     | Feucht   | 49° 22′ 30,52″ N, 11° 12′ 42,24″ O | D-5-6633-0170 |              | Pfinzingschloss          | weitere Bilder |
| Mittelalterliche Befunde im Bereich des frühneuzeitlichen Herrensitzes „Zeidler-/Karthäuserschloss“                                                           | Feucht   | 49° 22′ 35,16″ N, 11° 12′ 49,91″ O | D-5-6633-0171 |              | Zeidlerschloss           | weitere Bilder |
| Archäologische Befunde im Bereich des frühneuzeitlichen Herrensitzes „Tucherschloss“ mit Schlossgarten                                                        | Feucht   | 49° 22′ 27,08″ N, 11° 12′ 49,1″ O  | D-5-6633-0172 |              | Tucherschloss            | weitere Bilder |
| Burgstall des hohen Mittelalters, Herrensitz des späten Mittelalters und der frühen Neuzeit                                                                   | Moosbach | 49° 22′ 58,37″ N, 11° 16′ 16,08″ O | D-5-6633-0183 |              | Schloss Weiherhaus       | weitere Bilder |